# CV-173
La CV-173 comunica Villafranca del Cid CV-15 con el límite provincial de Teruel.

## Nomenclatura

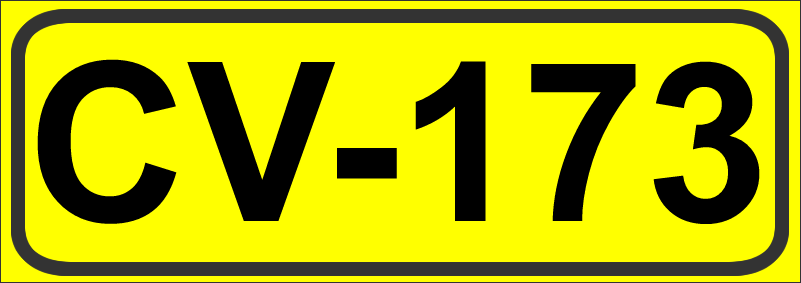
Indicador

La CV-173 pertenece a la red de carreteras de la Generalidad Valenciana. Su nombre viene de la CV (que indica que es una carretera autonómica de la Comunidad Valenciana) y el 173, es el número que recibe dicha carretera, según el orden de nomenclaturas de las carreteras de la Comunidad Valenciana.

## Trazado actual
Comienza en la CV-15 justo en el punto donde esta pasa a Aragón, aunque todavía del lado castellonense. Pocos kilómetros más adelante, llega a la provincia de Teruel y la carretera pasa a denominarse A-1701.

## Futuro de la CV-173
No existen proyectos próximos

## Recorrido
- Datos: Q5737585